# 1256년

## 연호
- 남송(南宋) 보우(寶祐) 4년
- 일본(日本) 겐초(建長) 8년 / 고겐(康元) 원년
- 쩐 왕조(陳朝) 응우옌퐁(元豊) 6년

## 기년
- 남송(南宋) 이종(理宗) 32년
- 고려(高麗) 고종(高宗) 43년
- 몽골 몽케 칸 6년
- 쩐 왕조(陳朝) 태종(太宗) 32년

## 사건
- 신성 로마 제국 대공위 시대 시작됨

## 탄생
- 1월 6일 - 신성 로마 제국 독일 가톨릭교회의 수녀 헬프타의 제르트루다. (~1302년)

### 미상
- 프랑스 부르봉가의 시조 로베르 드 클레르몽. (~1317년)

## 사망
- 9월 1일 - 일본 가마쿠라 막부 제4대 쇼군 후지와라노 요리쓰네. (1218년~)
- 10월 14일 - 일본 가마쿠라 막부 제5대 쇼군 후지와라노 요리쓰구. (1239년~)